# Ranina ranina
Ranina ranina is een krabbensoort uit de familie Raninidae. De wetenschappelijke naam werd gepubliceerd in 1758 door Carl Linnaeus in de tiende editie van Systema naturae.